# Soundtrack
 Denne artikel bør gennemlæses af en person med fagkendskab for at sikre den faglige korrekthed.

Soundtrack (fra engelsk: sound; lyd - track ; spor) bruges for det meste som et låneord om musik i film, computerspil, osv. Det bruges også som betegnelse for en selvstændig udgivelse af musikken benyttet i en film. Sidstnævnte kaldes også ofte for OST, der står for Original Soundtrack.

## Komponister til film
Eksempler på komponister, der har lavet musik til film.
- John Williams
- Hans Zimmer
- Jesper Kyd
- Ennio Morricone